# 青岛日报
《青岛日报》，中共青岛市委机关报，创刊于1949年12月10日，前身为胶东解放区的《胶东大众》。

## 历史

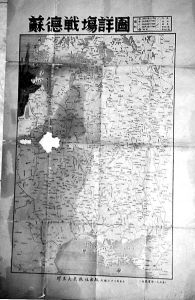
1943年由青岛日报前身机构“胶东大众”发行的《苏德战场线图》

1949年12月1日，中共青岛市委作出了关于出版《青岛日报》的决定。12月5日, 原驻青岛的胶东区党委奉命迁回莱阳。12月9日，《胶东日报》停止在青岛的出版事宜并随区委迁往莱阳，在其出发之前，由《胶东日报》、新华社胶东分社留下一部分干部、工人，后陆续从《新徐日报》、《渤海日报》调来部分干部，并吸收《青岛公报》的部分人员，建成了青岛日报社，社址位于今市南区太平路33号，印刷厂则为原《青岛日报》筹备处、原《青岛公报》社址——今市南区中山路6号。新华社青岛分社则设在青岛日报社，对内为同一个编委会。组建时共有干部68名，干部中有中共党员55名。另有工人50多名。原《渤海日报》社长吴建任首任社长兼新华社青岛分社社长，兼编委会书记；原《新徐日报》社长沙洪任副社长兼第一总编辑，兼编委会副书记；原《胶东日报》总编辑于梦尤任第二总编辑。12月9日，经中国人民解放军青岛市军管会批示，中共青岛市委机关报《青岛日报》得以出版。1949年12月10日，创刊，发出实际由中共华东局作出部署，以中共青岛市委名义的《关于出版青岛日报的决定》，创刊号的报头，由山东大学教授、作家王统照题写。1990年6月1日，由铅版转为激光照排、彩色胶印，为全国率先转换印刷方式的报纸之一。1993年，中国大陆第一套报纸编辑微机网络系统在《青岛日报》编辑部投入运行。1998年12月，《青岛日报》发布电子版。2002年11月28日，青岛日报报业集团正式组建成立。2004年，关于许振超的重大人物典型报道《振超效率：赶超世界第一》荣膺第十四届中国新闻奖通讯类作品一等奖。。2018年12月12日，社址由市南区太平路33号迁至崂山区株洲路190号。